# Anno zero (singolo)
Anno zero è un singolo del rapper italiano Dani Faiv, pubblicato il 2 luglio 2021 come primo estratto dal quarto album in studio Faiv.

## Tracce
1. Anno zero – 3:02